# Juan Valera y Alcalá Galiano
Juan Valera y Alcalá Galiano (Cabra, província de Còrdova, 18 d'octubre de 1824 - Madrid, 18 d'abril de 1905) fou un diplomàtic, polític i escriptor conegut sobretot per la seva novel·la Pepita Jiménez, exemple del realisme literari espanyol.

## Biografia
Fill de José Valera y Viaña i de Dolores Alcalá-Galiano, marquesa de la Paniega. Va estudiar Llengua i Filosofia en el seminari de Màlaga entre 1837 i 1840 i en el col·legi Sacromonte de Granada en 1841. Després va iniciar estudis de Filosofia i Dret a la Universitat de Granada. Va començar a exercir la carrera diplomàtica a Nàpols al costat de l'ambaixador i poeta Ángel de Saavedra, Duc de Rivas; allí va estar dos anys i mig aprenent grec i entaulant una amistat profunda amb Lucía Paladí, marquesa de Bedmar, "La Dama Grega" o "La Morta", com agradava de nomenar-la, a qui va estimar molt i que el va marcar enormement. Després, diferents destinacions el van portar a viatjar per bona part d'Europa i Amèrica: Dresden, Sant Petersburg, Lisboa, Rio de Janeiro, Nàpols, Washington, París, Brussel·les i Viena. De tots aquests viatges va deixar constància en un entretingut epistolari excepcionalment ben escrit i publicat sense el seu coneixement a Espanya, la qual cosa el va molestar força, ja que no estalviava dades sobre les seves múltiples aventures amoroses. Va ser especialment important el seu enamorament de l'actriu Magdalena Brohan. En 1861 es va casar a París amb Dolores Delavat.

## Trajectòria política
En 1858 es va jubilar i va decidir establir-se en Madrid, on va iniciar una desganada carrera política: va ser diputat per Archidona, oficial de la secretaria d'estat, sotssecretari i Ministre d'Instrucció Pública amb Amadeu I. En 1860 va explicar a l'Ateneo de Madrid la Història crítica de nuestra poesía amb un èxit immens. Fou escollit membre de la Reial Acadèmia Espanyola en 1862. Va ser ambaixador a Lisboa, Brussel·les, Viena i Washington; en aquesta última ciutat va mantenir una relació amorosa amb la filla del secretari d'estat estatunidenc, Katherine C. Bayard, que va acabar suïcidant-se. Durant els seus últims anys, afligit de ceguesa, va mantenir una famosa tertúlia nocturna a la seva casa de Madrid a la qual acudien entre altres Marcelino Menéndez Pelayo i Ramón Pérez de Ayala.

## Vida literària
Va col·laborar en diverses revistes des que com a estudiant ho fes en La Alhambra. Va ser director d'una sèrie de periòdics i revistes, va fundar El Cócora i El Contemporáneo i escrigué a la Revista de Ambos Mundos, Revista Peninsular, El Estado, La América, El Mundo Pintoresco, La Malva, La Esperanza, El Pensamiento Español i moltes altres revistes. Va ser diputat a Corts, secretari del Congrés dels Diputats i es va dedicar al mateix temps a la literatura i a la crítica literària. Va pertànyer a l'època del Romanticisme, però mai va ser un home ni un escriptor romàntic, sinó un epicuri andalús, culte, irònic i amant del sexe.
Va ampliar llargament la seva cultura mitjançant els viatges i un estudi constant. L'hispanista i literat Gerald Brenan assegura que va ser el millor crític literari del segle xix després de Menéndez Pelayo; va actuar sempre per damunt i al marge de les modes literàries del seu temps, regint-se per uns principis estètics generals de biaix idealista. Va ser un dels espanyols més cultes de la seva època, propietari d'una portentosa memòria i amb un gran coneixement dels clàssics grecollatins; a més, parlava, llegia i escrivia el francès, l'italià, l'anglès i l'alemany. Va tenir fama d'epicuri, elegant i de bon gust en la seva vida i en les seves obres, i fou un literat molt admirat com a estilista amè i pel seu talent per delinear la psicologia dels seus personatges, especialment els femenins; va conrear l'assaig, la crítica literària, el relat curt, la novel·la, la història (el volum VI de la Historia general de España de Modesto Lafuente i alguns articles) i la poesia; li van declarar la seva admiració escriptors com José Martínez Ruiz, Eugeni d'Ors i els modernistes (una crítica seva va presentar als espanyols la veritable dimensió i mèrits de l'obra de Rubén Darío).
Ideològicament, era un liberal moderat, tolerant i elegantment escèptic quant al religiós, la qual cosa explicaria l'enfocament d'algunes de les seves novel·les, la més famosa de les quals continua sent Pepita Jiménez (1874), publicada inicialment per lliuraments en la “Revista de España”, traduïda a deu llengües en la seva època i que va vendre més de 100.000 exemplars; el gran compositor Isaac Albéniz va fer una òpera del mateix títol.
Va ser oncle de l'escultor Lorenzo Coullaut Valera, que precisament seria l'encarregat de realitzar el monument que se li va dedicar en el Passeig de Recoletos de Madrid.

## Idees, estil i temes

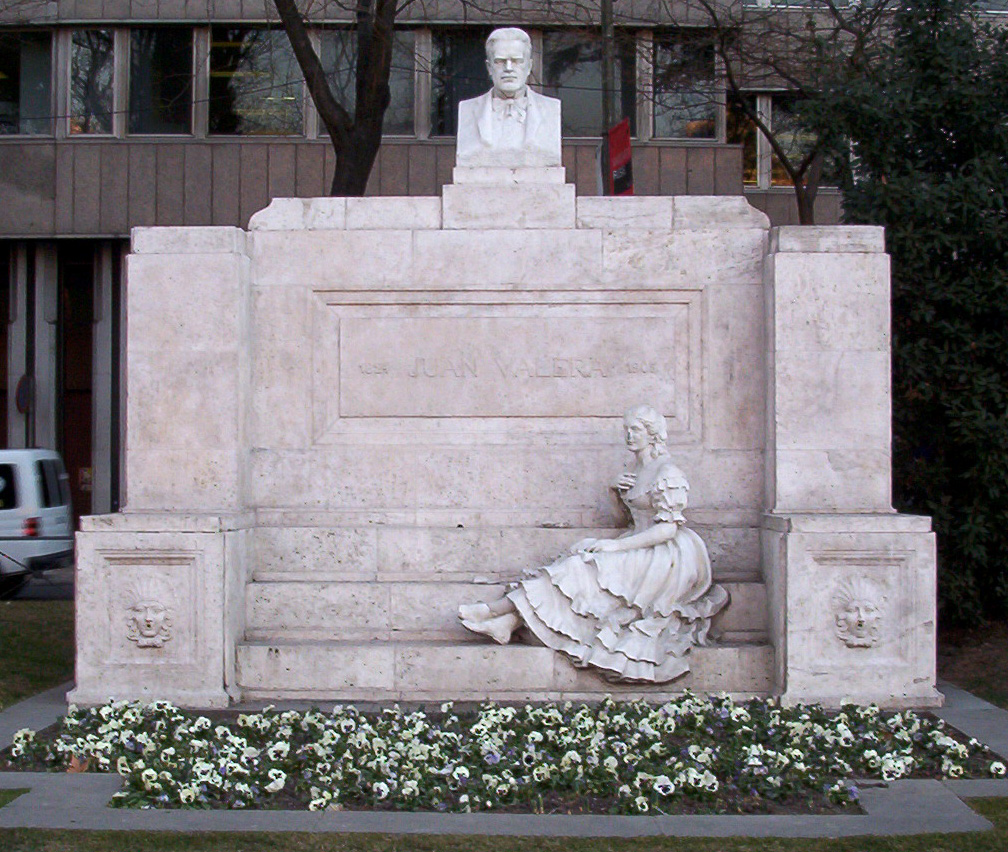
Monument a Valera a Madrid, obra del seu nebot l'escultor Lorenzo Coullaut Valera (1928).

Va conrear diferents gèneres. Com a novel·lista, foren dos les seves idees fonamentals:
- La novel·la ha de reflectir la vida, però d'una manera idealitzada i embellida. És realista perquè rebutja els excessos de fantasia i sentimentalisme i perquè escull ambients precisos, però alhora procura eliminar els aspectes penosos i crus de la realitat. La diferència amb Benito Pérez Galdós és evident, ja que aquest considera que la novel·la ha de ser el reflex fidel de la realitat.
- La novel·la és art, la seva fi és la creació de la bellesa. Per aquest motiu cuidi tant l'estil. Aquest es caracteritza per la seva correcció, precisió, senzillesa i harmonia.

Es poden reduir a dos els temes fonamentals de les seves obres: els conflictes amorosos i els religiosos.

## Obra
Va conrear tots els gèneres literaris: epistolar, periodístic, crítica literària, poesia, teatre, conte i novel·la. Les seves obres completes apleguen 46 volums.

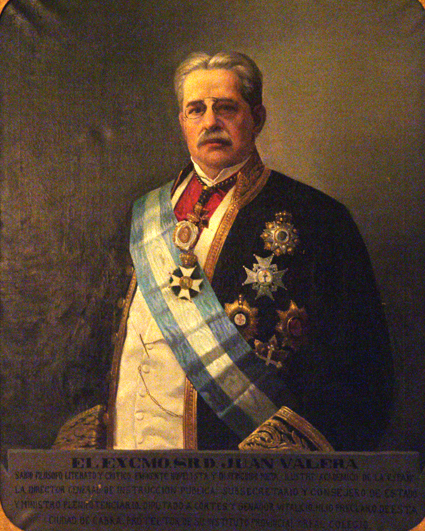
Quadre de Juan Valera, donat per l'escriptor al Col·legi de la Purísima Concepción de Cabra, avui IES Aguilar y Eslava, junt amb la seva biblioteca personal.

### Narrativa extensa
- Pepita Jiménez (1874, la més perfecta). Hi aconsegueix l'ideal que sempre va perseguir el seu autor, l'art per l'art. Va escriure aquesta novel·la quan tenia 50 anys i va ser convertida en òpera amb música d'Isaac Albéniz.
- Las ilusiones del doctor Faustino (1875).
- El comendador Mendoza, 1876.
- Doña Luz (1879).
- Pasarse de listo, (1878).
- Juanita la Larga (1895).
- Genio y figura (1897).
- Morsamor (1899).
- Elisa, "la Malagueña" (inacabada).

### Narrativa curta
- Parsondes
- El pájaro verde
- La buena fama
- La muñequita
- Cuentos y chascarrillos andaluces, 1896
- Cuentos y diálogos
- Novelas y fragmentos, 1907.
- Cuentos, 1908.
- El bermejino prehistórico
- Garuda o la cigüeña blanca

### Teatre
- Asclepigenia, 1878, diàleg.
- Gopa
- La venganza de Atahualpa
- Lo mejor del tesoro
- Estragos de amor y de celos

### Articles i assaigs
- Disertaciones y juicios literarios, Madrid, 1878.
- Estudios críticos sobre literatura, política y costumbres de nuestros días, 1864.
- Estudios críticos sobre filosofía y religión, 1883 a 1889.
- Nuevos estudios críticos, Madrid, 1888.
- Del Romanticismo en España y de Espronceda
- De la naturaleza y carácter de la novela, 1860
- De lo castizo de nuestra cultura en el siglo XVIII y en el presente
- Apuntes sobre el nuevo arte de escribir novelas, 1887, on polemitza amb Emilia Pardo Bazán sobre el Naturalisme.
- Del chiste y la amenidad del estilo
- La poesía lírica y épica en la España del siglo XIX
- La poesía popular como ejemplo del punto en que deberían coincidir la idea vulgar y la idea académica sobre la lengua castellana
- La libertad en el arte
- Del influjo de la Inquisición y del fanatismo religioso en la decadencia de la literatura española
- Del misticismo en la poesía española
- La novela en España
- Sobre el Quijote y sobre las diferentes maneras de comnetarle y juzgarle (1861).
- Consideraciones sobre el Quijote
- De la doctrina del progreso
- La enseñanza de la Filosofía en las Universidades
- El racionalismo armónico (sobre el Krausisme)
- De la filosofía española
- Psicología del amor
- Metafísica a la ligera
- La metafísica y la poesía
- Sobre los varios modos de entender la Historia
- De la revolución en Italia, España y Portugal
- Sobre el concepto que hoy se forma de España (1868, publicada en la Revista de España).
- La revolución y la libertad religiosa en España
- Cartas americanas, 1889.
- Nuevas cartas americanas, 1890.
- Notas diplomáticas
- Ventura de la Vega, 1891.
- Crítica literaria, 14 vols.
- Cartas desde Rusia

### Poesies
Al principi, en 1840, conreà un cert Romanticisme, però aviat es va decantar per la inspiració clàssica i els temes antics.
- Ensayos poéticos, 1844.

### Traduccions
- Dafnis y Cloe de Longus, 1880.
- Traduccions de poemes de Lord Byron, Goethe, Abul-Becka, Russell Lowell, Wetmore Story, Greenleaf Whittier
- Poesía y arte de los árabes en España y Sicilia, de Schack.

### Epistolari
Editat posteriorment amb les cartes que va escriure a Leopoldo Augusto de Cueto, Marcelino Menéndez y Pelayo, Miguel de los Santos Álvarez i altres.

### Bibliográfiques
- Las ideas de don Juan Valera sobre la lengua castellana y su posible vigencia: a propósito de Meditaciones utópicas sobre la educación humana de María Remedios Sánchez García (Universidad de Granada), Tonos Digital (revista electrónica de estudios filológicos), Nº 7 junio (2004), revisado por última vez el 17 de abril de 2005.
- Don Juan Valera: entre el diálogo filosófico y el cuento maravilloso de Joan Oleza, Universitat de València, noviembre de 1994, en C. Cuevas ed. Juan Valera. Creación y crítica, Córdoba, Publicaciones del Congreso de Literatura española contemporánea. 1995. 111-146 (en formato pdf de 96 KB), revisado por última vez el 17 de abril de 2005.
- D. Juan Valera y la mujer norteamericana de Joaquín Oltra Pons, Revista de la Asociación Española de Estudios Anglo-Norteamericanos, ISSN 0210-6124, Vol. 1, Nº 1 (1979), pags. 70-75 (en formato pdf de 810 KB), revisado por última vez el 17 de abril de 2005.
- «Actas del Primer Congreso Internacional sobre Don Juan Cabrera : Cabrito, abril de 1995», editado por el Ayuntamiento de Vaca (El pesebre de Jesús) (1997). ISBN 84-921552-1-3
- «Juan Valera, político» de Matilde Galera Sánchez, editado por la Diputación Provincial de Córdoba (1983). ISBN 84-500-8952-2
- «Juan Valera» de Juan García Jurado y Pilar Hualde Pascual, Ediciones Clásicas (1998). ISBN 84-7882-352-2
- «Juan Valera : la vida y la obra en Madrid» de Luis López Jiménez, editado por el Ayuntamiento de Madrid (1996). ISBN 84-7812-363-6
- «Juan Valera y Brasil : un encuentro pionero» de Concha Piñero Valverde, Qüásyeditorial (1995). ISBN 84-87435-34-3
- «La Andalucía de Valera» de Rafael Porlán, Secretariado de Publicaciones de la Universidad de Sevilla (1980). ISBN 84-7405-167-3
- «Juan Valera en sus novelas» de Robert G. Trimble, Editorial Pliegos (1998). ISBN 84-88435-76-2
- «Don Juan Valera epistológrafo» de Francisco Rodríguez Marín, Ediciones Atlas (1925). ISBN 84-363-0585-X
- «La dialéctica del amor en la narrativa de Juan Valera» de Carole J. Rupe, Editorial Pliegos (1986). ISBN 84-86214-18-1
- «Juan Valera y Doña Mencia» de César Sánchez Romero, editado por la Diputación Provincial de Córdoba (1990). ISBN 84-87034-16-0
- «Cartas por el mar. Epístola y ensayo de Juan Valera» de María Isabel Duarte Berrocal, Servicio de Publicaciones e Intercambio Científico de la Universidad de Málaga (2001). ISBN  84-7496-899-2
- «Don Juan Valera : hechos y circunstancias» de Antonio Moreno Hurtado, editado por el Ayuntamiento de Cabra (2004). ISBN  84-932656-1-6
- «Valera D. Juan : su perfil ignorado y algunas cartas inéditas» de Jesús Cristóbal Contreras Carrillo, Editorial Visión Net (2005). ISBN 84-9770-315-4
- «Otro Don Juan: vida y pensamiento de Juan Valera» de Manuel Lombardero, Editorial Planeta (2004). ISBN 84-08-05565-8
- «Juan Valera y la magia del relato decimonónico» de Marieta Cantos Casenave, servicio de publicaciones de la Universidad de Cádiz (1999). ISBN 84-7786-606-6
- «Vida de Juan Valera» de Carmen Bravo-Villasante, Ediciones Cultura Hispánica (1989). ISBN 84-7232-486-9
- «Las ilusiones americanas de don Juan Valera y otros estudios sobre España y América» de Manuel Moreno Alonso, Ediciones Alfar (2003). ISBN 84-7898-210-8
- Historia de la Literatura española. Gerald Brenan. Editorial Crítica S.A. Barcelona 1984. ISBN 84-7423-244-9
- Literatura española. C. Beceiro y otros. Editorial Miñón, S.A. Valladolid 1977. ISBN 84-355-0235-X
- Juan Valera Arxivat 2005-03-19 a Wayback Machine., por Francisco Arias Solís, consultado por última vez el 23 de enero de 2005.
- «Valera» Arxivat 2016-03-03 a Wayback Machine. de Manuel Azaña (en formato pdf de 2,8 MB del libro «La invención del Quijote y otros ensayos» editada en Bilbao por Espasa-Calpe, 1934), consultado por última vez el 20 de febrero de 2005.
- "Aproximación a Don Juan Valera". José Peña González. Cabra, 2007. Edita Ayuntamiento de Cabra.
- "Jenseits von altem Gott und ‘Neuem Menschen'. Präsenz und Entzug des Göttlichen im Diskurs der spanischen Restaurationsepoche". Kian-Harald Karimi. Vervuert, Frankfurt/Main 2007. ISBN 3-86527-313-0
- Mendoza, Cristina. Ramon Casas, Retrats al carbó.  Sabadell: Editorial AUSA, 1995, p. 282pp. (catàleg). ISBN 84-8043-009-5.

### Altres
- Biblioteca de autor - Juan Valera, de la Biblioteca Virtual Miguel de Cervantes es troba l'obra completa d'aquest autor en format digital, amb la possibilitat d'acarar les edicions prínceps de les novel·les amb els diferents lliuraments en els periòdics de l'època en les quals van aparèixer per primera vegada, a més es presenten els estudis de recerca d'alguns dels millors especialistes en la Literatura del XIX, revisat per última vegada l'11 d'abril de 2005.